# Keraea garachicoensis
Keraea garachicoensis is een slakkensoort uit de familie van de Discidae. De wetenschappelijke naam van de soort is voor het eerst geldig gepubliceerd in 1878 door Wollaston.